# HD 80230
HD 80230，又名CP-57 1961，SAO 236787、HR 3696，是一颗恒星，视星等为4.34，位于銀經277.12，銀緯-5.89，其B1900.0坐标为赤經9h 13m 22.6s，赤緯-57° -5.89′ 22″。